# Klaus Fröhlich (Manager)

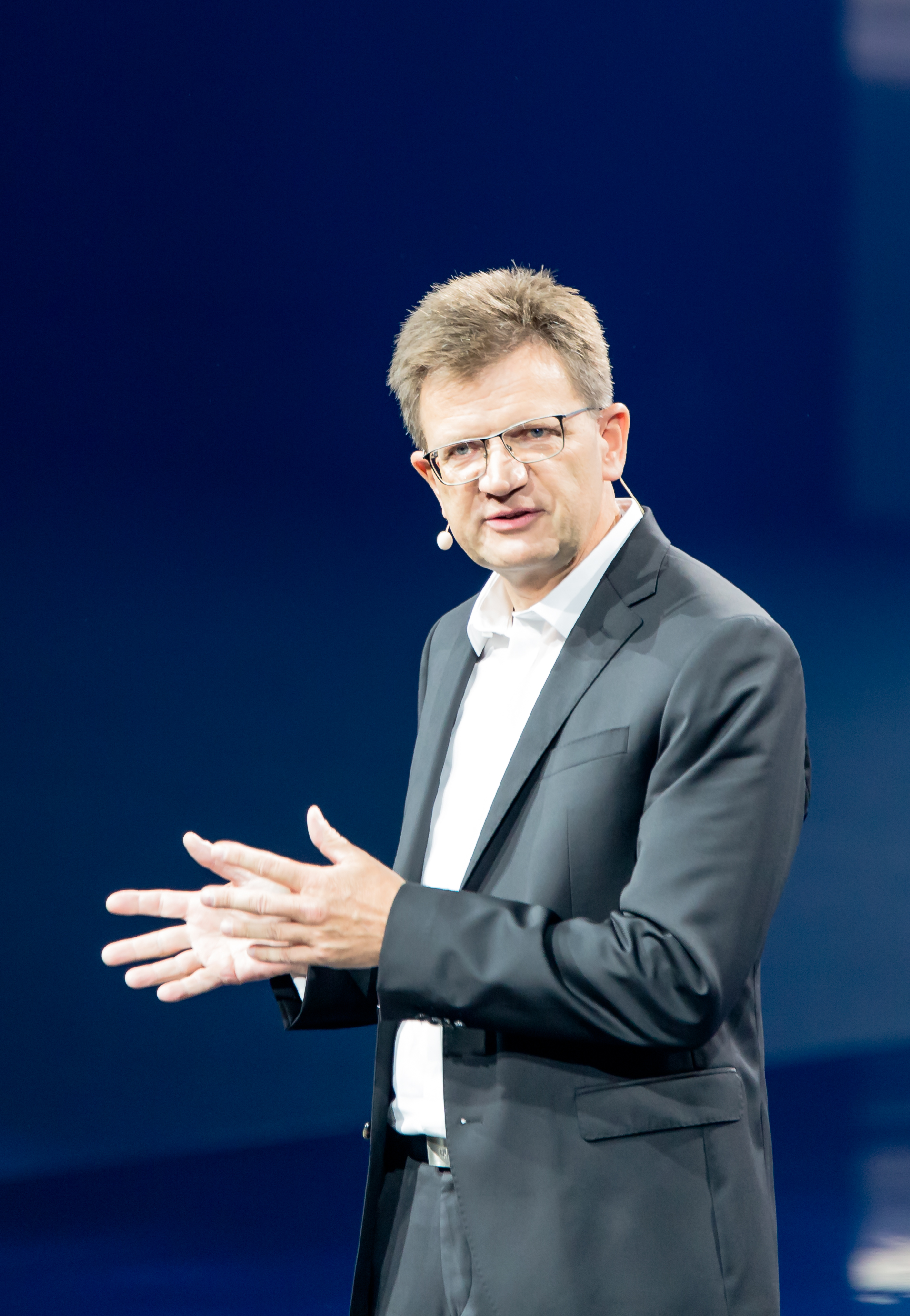
Klaus Fröhlich auf der IAA 2017 in Frankfurt

Klaus Fröhlich (* Juni 1960 in Soest) ist ein deutscher Manager. Er war vom 9. Dezember 2014 bis 30. Juni 2020 Mitglied des Vorstands der BMW AG. Dort war er für den Bereich Entwicklung zuständig. Im Juni 2020 erreichte er die inoffizielle Altersgrenze von 60 Jahren für BMW-Vorstände und wurde daher im Juli 2020 von Frank Weber ersetzt.
Fröhlich ist seit November 1987 verheiratet und hat einen Sohn und drei Töchter.

## Werdegang
Nach dem Abitur begann Fröhlich 1981 ein Maschinenbau-Studium an der RWTH Aachen, das er 1987 als Diplom-Ingenieur abschloss.
Am 1. Juli 1987 trat er als Entwicklungsingenieur Motorenentwicklung (Ladungswechsel) in die BMW AG ein. 1993 wurde er zum Leiter Grundentwicklung V8-Motoren befördert und führte diesen Bereich zwei Jahre. Nach der 1994 erfolgten Übernahme der Rover Group durch BMW wurde er 1995 Projektleiter für das Motorenprogramm Rover. 1996 übernahm er die Funktion als Chief Engineer Project Forward 4×4 Land Rover (UK). Von 1998 bis 1999 war er Leiter Entwicklung Alternative Brennverfahren. In den folgenden 15 Jahren leitete er verschiedene Abteilungen und Bereiche innerhalb der BMW Group. Am 9. Dezember 2014 wurde er schließlich in den Vorstand der BMW AG berufen und folgte damit dem vorherigen Entwicklungschef Herbert Diess nach, der im Juli 2015 zu VW in den Vorstand wechselte.
Klaus Fröhlich war einer der Pioniere der Elektromobilität bei BMW. Bereits in seiner Funktion als Verantwortlicher für die Strategie in den Jahren 2007–2012 hat er mit dem damaligen Vorstandsvorsitzenden Norbert Reithofer die strategischen Grundlagen für die Entwicklung des Elektroautos BMW i3 gelegt.
In seiner Zeit als Entwicklungschef musste er im Konzern unterschiedliche Zukunftsvisionen vereinen, um das gesteckte Ziel, einen strategisch akzeptablen, zeitgemäßen Übergang vom Verbrennungsmotor hin zur Elektromobilität zu erreichen. Insbesondere musste er zunächst die Elektromobilität im Herzen der Marke BMW verankern: „I want to bring the electric vehicles into the core of the brand.“
Zwischenzeitlich entwickelte BMW nach dem revolutionären i3 keine voll-elektrischen Autos, sondern investierte vor allem in sogenannte Mischplattformen und Hybrid-Antriebe. Dafür wurde Klaus Fröhlich 2019 am Rande einer BMW-Veranstaltung mit der Aussage zitiert, es gebe in Europa „von Kundenseite keine Nachfrage nach Batterie-Elektroautos“. Der Trend zur Elektrifizierung sei zur Zeit „hochgejubelt“. In einem Interview mit der deutschen Zeitung Die Welt präzisierte Fröhlich dann aber diese Aussage und sprach davon, dass er diese auf den historischen Kontext bezogen habe. Im gleichen Interview stellte er klar, dass die Ausführung verkürzt dargestellt wurde und dass die Elektromobilität, mit BMW als treibende Kraft, kommen wird. Die Wirtschaftswoche kritisierte Anfang 2021 BMW, die unter Klaus Fröhlich vorangetriebene, technologieoffene „Multitraktionsplattform“ sei gegenüber Konkurrenzmodellen „nicht wettbewerbsfähig.“
Trotz allem legte Klaus Fröhlich in seiner Zeit als Entwicklungschef die Grundlagen für die heutige Modelloffensive bei den Elektroautos des Konzerns. Die Weiterentwicklung der Batterietechnik bis zur 5. Generation gehen genauso auf seine Verantwortung zurück, wie die Entwicklungen des BMW iX3, des MINI Electric und zahlreicher Plug-In-Modelle des Unternehmens. Ebenso fielen in seine Zeit als Entwicklungschef die Vorentwicklungen des BMW i4 und des BMW iX. In diesem Kontext sprach er öffentlich oft von der Elektromobilität als das „new normal“ für BMW. Fröhlich war davon überzeugt, dass es in einer Übergangsphase noch verschiedenste Angebote nebeneinander geben werde und „... künftig verschiedene alternative Antriebsformen nebeneinander existieren werden, da es keine alleinige Lösung gibt, die sämtliche Mobilitätsanforderungen der Kunden weltweit abdeckt.“ In Interviews und Reden sprach er daher in diesem Zusammenhang auch von einer „Power of Choice Strategie“.
2020 schied Klaus Fröhlich mit Vollenden des 60. Lebensjahres aus dem BMW Group Vorstand aus.